# Brakvedblomvecklare
Brakvedblomvecklare (Eupoecilia ambiguella) är en fjärilsart som först beskrevs av Jacob Hübner 1796.  Brakvedblomvecklare ingår i släktet Eupoecilia, och familjen vecklare. Arten är reproducerande i Sverige.

## Bildgalleri